# Lost Sirens
Albums de New Order
Waiting for the Sirens' Call
(2005) Music Complete
(2015)
Lost Sirens, est un mini-album, le neuvième composé en studio, du groupe anglais New Order. Devant sortir à l'origine en 2011, le projet a été repoussé à maintes reprises jusqu'à sa sortie annoncée pour le 14 janvier 2013. Il s'agit de titres inédits enregistrés en 2005 lors des sessions de l'album précédent, Waiting for the Sirens' Call. Il était prévu que ces chansons sortent immédiatement après Waiting for the Sirens' Call, mais le départ de Peter Hook l'empêcha.
1. I’ll Stay with You
2. Sugarcane
3. Recoil
4. Californian Grass
5. Hellbent
6. Shake It Up
7. I’ve Got A Feeling
8. I Told You So (Crazy World Mix)

Les titres I Told You So et Hellbent, sont déjà parus, le premier sur Waiting for the Sirens' Call, le second sur Total: From Joy Division to New Order, mais figurent ici en de nouvelles versions.